# Burgstall Dornstadt
Der Burgstall Dornstadt ist eine abgegangene Turmhügelburg (Motte) im Bereich des Grundstücks Hirschbrunner Straße 7 im Ortsteil Dornstadt der Gemeinde Auhausen im schwäbischen Landkreis Donau-Ries in Bayern.
Der relativ gut erhaltene Burgstall der kleinen Motte aus der Zeit von 800 bis 1000 mit einem in Holzbauweise errichteten Turmhaus, weist noch einen etwa fünf Meter hohen, pyramidenstumpfförmigen Burghügel mit einer Oberfläche von rund 22 mal 22 Meter auf. Geschützt war er durch einen 3 bis 3,5 Meter tiefen Burggraben im Norden und Nordosten und einem nach Südwesten abfallenden Hang, was einer Hinweistafel des „Archäologischen Lehrpfades Nördliches Ries“ zu entnehmen ist.
Die Burgstelle ist heute als Bodendenkmal Nummer D-7-6929-0002: „Burgstall des Mittelalters“ geschützt.
Vermutlich diente die Burg einer frühen Ortsherrschaft, einem niederen Adelsgeschlecht, als Verwaltungssitz einer weltlichen oder klerikalen Macht, wobei die Herren von See und um 1413 die Herren von Geißelheim vermutet werden.